# Red de Sobrevivientes de Abuso Sexual Eclesiástico de Chile

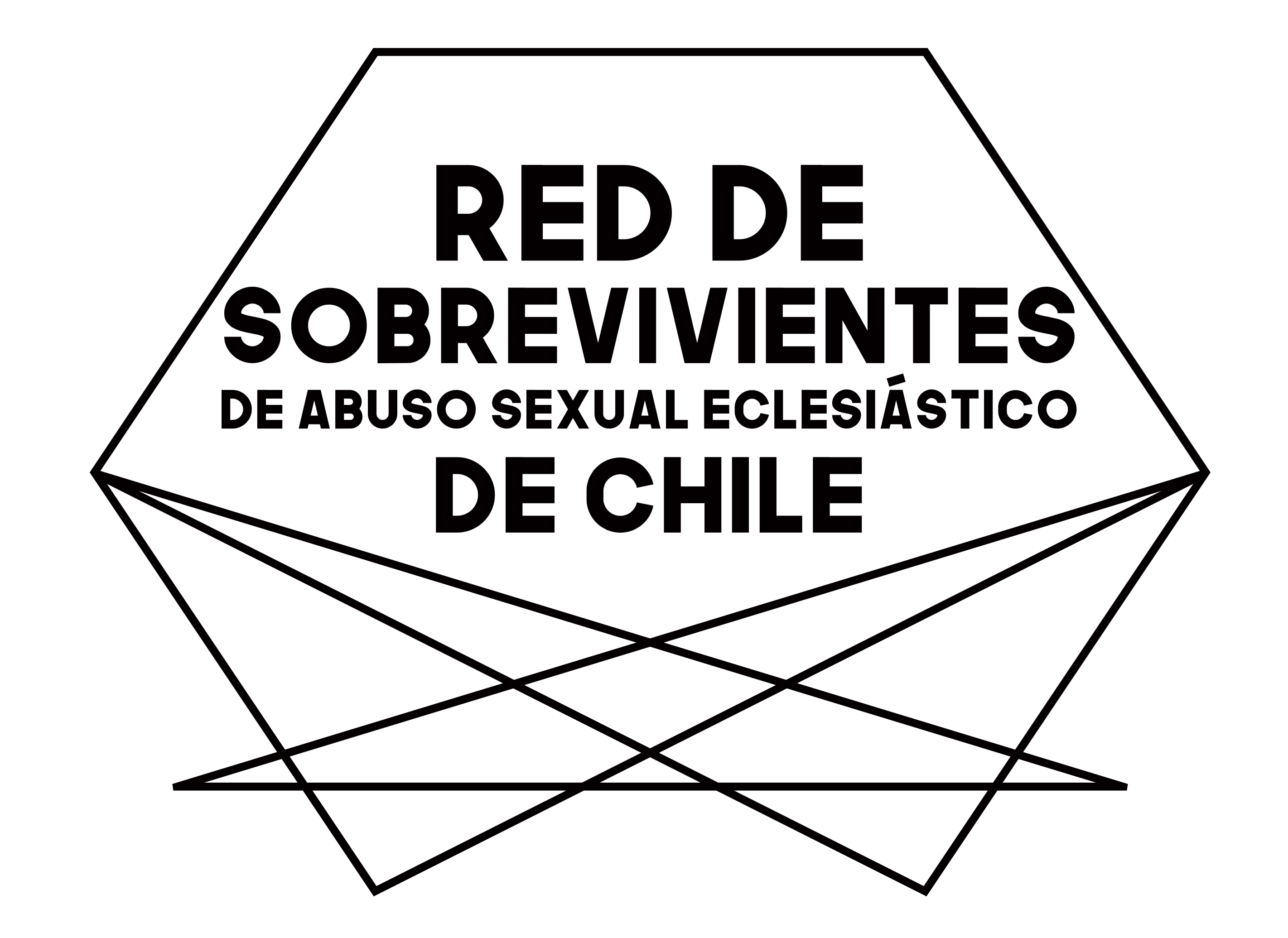
Logo de la Red de Sobrevivientes

La Red de Sobrevivientes de Abuso Sexual Eclesiástico de Chile fue creada en junio del 2018 por personas que padecieron estos crímenes en territorio chileno durante su infancia o adolescencia en entornos cuidados por la Iglesia católica en ese país con el objetivo de apoyar desde lo jurídico y lo psicológico a otras víctimas. También la integran quienes padecieron abusos siendo personas adultas, abusos de conciencia y de poder.
Se trata de una organización sin ánimo de lucro dedicada a acompañar a las víctimas en busca de justicia, reparación y sanación, con la asesoría y asistencia de profesionales de la salud y del ámbito legal. También buscan denunciar estos delitos para darles visibilidad en la sociedad pues creen que, al tener poca cobertura periodística, los mismos se suelen ver como casos aislados y no como crímenes sistemáticos.
Trabajan en coordinación con otras redes de sobrevivientes en el mundo y distintas ONGs de defensa de los derechos de la infancia, como SNAP, CRIN, la red argentina de sobrevivientes o Ending Clergy Abuse (ECA), entre otras.
Dentro de sus actividades destaca el Mapa chileno del abuso eclesiástico, que contiene el nombre y el cargo del religioso denunciado, las fechas en las cuales fueron perpetrados los abusos y la ubicación precisa del lugar en el que fue cometido el hecho. Esta herramienta interactiva evidencia el alcance geográfico que han tenido este tipo de abusos en el territorio chileno a partir de su geolocalización. El mapa también hace mención a los traslados dentro y fuera de Chile, sin causa aparente, de los eventuales involucrados luego de las primeras denuncias contra estos. Este mapa es la única fuente pública a la cual puede acceder la sociedad chilena y desde el extranjero si se desea consultar por un denunciado.
A agosto de 2020 llevan observadas más de 360 denuncias.
Desde 2018 piden al gobierno de Chile que se establezca una comisión de la verdad y la reparación independiente que investigue las denuncias, siendo el único país de América Latina en el que los sobrevivientes solicitaron en común una comisión de este tipo, aunque la misma fuera rechazada por Sebastián Piñera en ese momento.
El 20 de agosto de 2018 realizaron una manifestación pública en forma de "velaton" frente a la Catedral de Santiago con motivo de la posible citación de declarar ante los tribunales al cardenal Ricardo Ezzati, la máxima autoridad eclesiástica chilena, por su posible relación con los casos de encubrimiento por abuso sexual.